# Attagenus fasciatus
Attagenus fasciatus is een keversoort uit de familie spektorren (Dermestidae). De wetenschappelijke naam van de soort werd in 1795 gepubliceerd door Thunberg.